# Androcentrisme

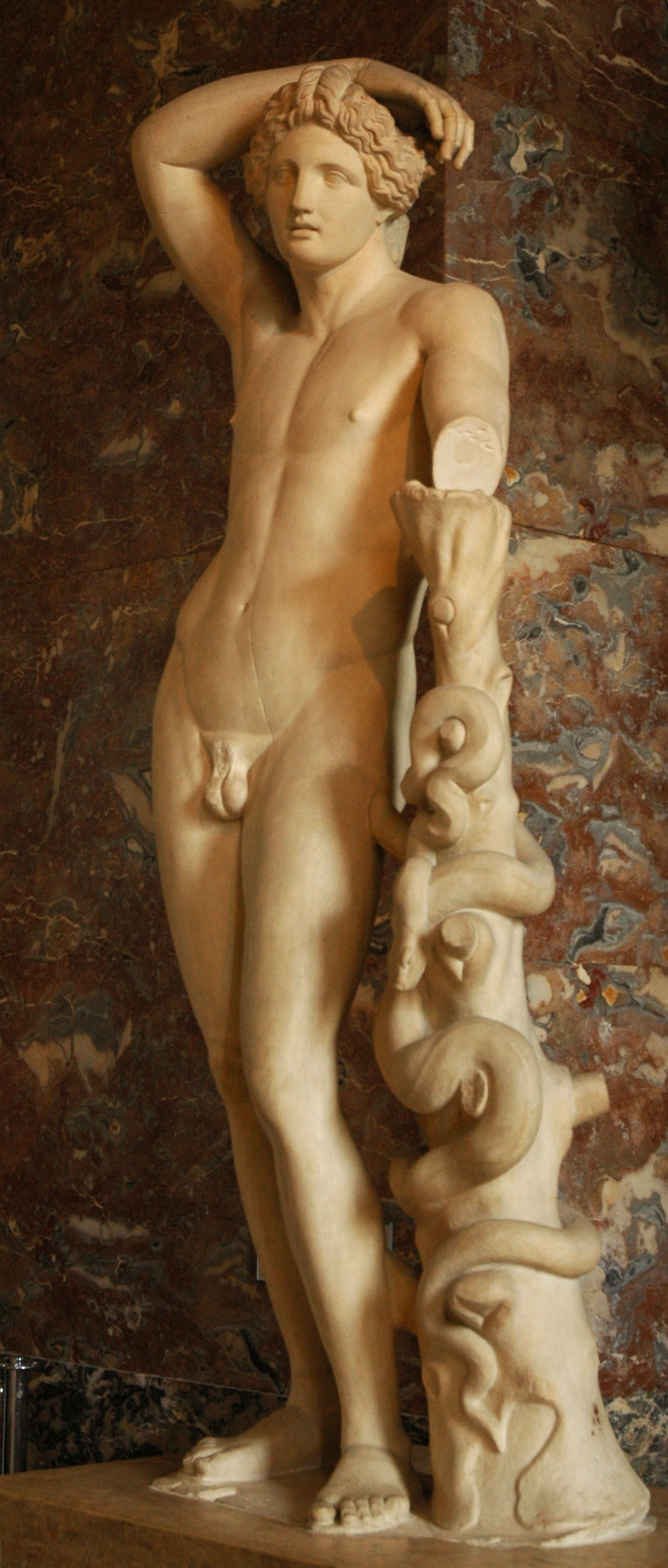
Het mannelijk idool uitgedrukt als Apollon Lykios (Romeinse kopie van een 4e-eeuws Grieks origineel, Louvre).

Androcentrisme (van het Oudgrieks ἀνήρ aner "man") of viricentrisme (van het Latijn vir, eveneens "man") is een sociale houding, zienswijze en handelwijze die normaal de man centraal stelt als sociale maatstaf. Androcentrisme kan dus als een maatschappelijke fixatie op de man of het mannelijke worden gezien. In een androcentristisch wereldbeeld wordt de man en het mannelijke (belang) als norm genomen en de vrouw en het vrouwelijke (belang) als daarvan afwijkend, ofwel deviant, en ondergeschikt. De omgekeerde zienswijze, dus de vrouw en het vrouwelijke (belang) centraal gesteld, wordt gynocentrisme genoemd. 
Androcentrisme moet niet worden verward met antropocentrisme waarbij de mens - vaak evenzo androcentrisch als man voorgesteld - als uitgangspunt en norm wordt genomen.
Androcentrisme is een specifieke maar diep gewortelde vorm van seksisme, waarbij het vrouwelijke in principe weliswaar niet noodzakelijk als minderwaardig wordt beschouwd, maar toch vooral als "anders", bijkomstig of afwijkend van de norm. Stilzwijgend wordt daarbij de mens als man gezien en wordt de mannelijke kijk op de wereld als algemeen geldend aangenomen.
Androcentristische zienswijzen kunnen bijvoorbeeld ook de vorm van religiositeit sterk beïnvloeden en zich zelfs officieel legitimeren en tegen kritiek immuniseren.

## Achtergrond
Het begrip werd als analytisch concept in deze betekenis voor het eerst in 1911 geïntroduceerd en gedefinieerd door Charlotte Perkins Gilman in haar boek "The Man-Made World or Our Androcentric Culture" (De mannenmaatschappij of onze androcentrische cultuur). Volgens deze sociologe en schrijfster zijn mannelijk gefundeerde levensvisies en denksystemen de universaliteit, d.w.z. algemene geldigheid, gaan claimen, terwijl vrouwelijk gefundeerde levensvisies en denksystemen als deviant, dus afwijkend daarvan zijn gekwalificeerd. Aangezien in het dagelijks leven de gelijkstelling van mens = man grotendeels onbewust gebeurt, is androcentrisme vaak moeilijk te herkennen en zit het als gevolg van de alom heersende androcentrische opvoeding zelfs bij vrouwen diep verankerd.

## Opvoeding
Sinds de klassieke oudheid werd van jongens algemeen verwacht dat zij een betere formele opleiding zouden genieten dan meisjes en vrouwen. Deze laatsten kregen minder kans op lezen en schrijven dan jongens en mannen. Bijgevolg ging het geschreven materiaal en het lesmateriaal eerder een mannelijk gezichtspunt reflecteren. 
Dat het ooit anders was ontdekten Klassiek-Griekse auteurs die omtrent de opvoeding in het oude Sparta rapporteerden. “Spartaanse meisjes kregen, in tegenstelling tot de Atheense, dezelfde voedingsrantsoenen als jongens, en mochten ongewaterde wijn drinken”, aldus Xenophon. Plato verbaasde er zich over dat: “Meisjes er een strikt trainingsregime kregen dat ze even fit maakte als jongens, vrouwen konden economisch onafhankelijk zijn, ze leerden muziek en poëzie”. Dit in tegenstelling tot de Atheense vrouw, die "zo weinig mogelijk zien, horen en spreken moest." De Romeinen deelden deze ingesteldheid en met de romanisering drong ook de androcentrische visie in onze streken door. 
In de Middeleeuwen werd vanaf het einde van de 13e eeuw door de begijnhoven voor het eerst de scola opgericht, waar meisjes onderricht konden krijgen, zij het voornamelijk muzikaal.
Tijdens de eerste feministische golf, aan het eind van de negentiende eeuw werd vooral gestreden voor het recht van vrouwen op deelname aan hoger onderwijs. Nog tot ver in de 20e eeuw raakten jongens veel gemakkelijker aan de universiteit dan meisjes. Er waren zelfs universiteiten die bewust een numerus clausus hanteerden t.a.v. vrouwelijke kandidaat-studenten. Daardoor ontstond het risico dat de "erudiete opinie" androcentrisch werd.

## Mannelijke beeldvorming
De gangbare voorstelling voor 'man' is in de westerse samenleving doorgaans dezelfde als die voor 'menselijk wezen'. Dit wordt bijvoorbeeld geïllustreerd door het icoontje voor voetgangers op verkeerslichten dat er net uitziet als dat voor mannen op openbare toiletten. Het typisch icoontje voor vrouw ziet er heel anders uit (met lang haar en een driehoekig lichaam om aan te geven dat ze een kleed of rokje draagt). Op internet zijn er nogal wat geslachtsneutrale avatars (zoals smileys). Maar als een avatar een mens moet aanduiden en zichtbaar geslachtelijk is, dan verschijnt hij gewoonlijk als mannelijk. Dit geeft aan dat de afbeelding van een man (en niet die van een vrouw) als normatieve voorstelling van de mensheid doorgaat.

## Algemeen mannelijk taalgebruik
In de literatuur en de media kan het gebruik van mannentaal om zowel naar mannen als vrouwen te verwijzen duiden op een mannelijke of androcentrische voorkeur binnen een samenleving waar de mannen als de 'norm' worden gezien en vrouwen als de 'andere'. Voorbeelden hiervan zijn bepaalde aanspreekwijzen (zoals "Jongens, komen jullie mee?" al gaat het om kinderen van beider geslacht, of zelfs enkel meisjes) of het gebruik van mannelijke zelfstandige naamwoorden, ook als het over vrouwen gaat. Volgens Jennifer Paul worden vrouwen gemarginaliseerd door het gebruik van mannentaal. De laatste jaren zijn bepaalde auteurs meer taal gaan gebruiken die beide geslachten impliceert (bijvoorbeeld "hij/zij" of ruimere termen zoals mensheid, persoon, brandbestrijder)
Talen die op het Latijn zijn gebaseerd zijn, net zoals de Romeinen zelf waren, androcentrisch. In het Spaans betekent bijvoorbeeld padres (meervoud van 'vader') 'ouders', abuelos (meervoud van 'grootvader') betekent 'grootouders', en chicos betekent zowel 'jongens' als 'kinderen'.
Veel studies hebben uitgewezen dat mannelijk taalgebruik niet kan worden begrepen als echt 'geslachts-inclusief'.
Psychologisch onderzoek heeft aangetoond dat, vergeleken met het gebruik van geslachtsneutrale termen, mannelijk taalgebruik een manbevoordelend mentaal beeld oproept, zowel bij de luisteraar als bij de commentator.
Drie studies van Mykol Harrison tonen dat er niet enkel een man → mensen bevooroordeeldheid is, maar ook een mensen → man partijdigheid. Met andere woorden, de mannelijke bevoorrechting blijft ook al worden mensen nog in geslachtneutrale taal aangesproken (al is deze geminderd). In twee van haar studies had de helft van de deelnemers (na geslachtsneutrale taal) nog een mannelijk gerichte voorstelling, terwijl de rest helemaal geen geslachtsvoorstelling had. In haar derde studie waren het enkel de mannelijke deelnemers die een mannelijk gerichte voorstelling overhielden (na geslachtsneutraal taalgebruik), terwijl de vrouwen er geen geslachtsvoorstelling bij hadden. Harrison is van mening dat dit het gevolg kan zijn van de opvoeding van de jongens waarbij ze 'hij' gemakkelijker op zichzelf als man betrekken als het om 'een persoon' gaat, omdat dit voornaamwoord ook op hen van toepassing is.

## In de literatuur
Boeken, magazines, artikels en recensies in de Westerse samenleving van vandaag, maar ook in het verleden de literatuur, de geschiedenis en zowat alle encyclopedieën, zijn overwegend door mannen geschreven. Ze gaan bijgevolg gemakkelijker een mannelijke kijk op de wereld en de samenleving bevorderen dan een eerder vrouwelijke. Zo is van bijvoorbeeld het aantal boeken dat een uitgeverij als Random House in 2010 publiceerde slechts 37%, en is slechts 17% van de boeken die door de New York Review of Books gerecenseerd werden, door vrouwen geschreven. Onderzoek door VIDA in 2010 uitgevoerd toonde dat mannen het leeuwendeel aan boeken en reviews in vooraanstaande magazines in de VS en het VK schreven.
Onderzoek van Dr. David Anderson en Dr. Mykol Hamilton illustreert de ondervertegenwoordiging van vrouwelijke helden in de 200 meest verkochte kinderboeken uit 2001 en in een doorsnee van zeven jaar uit de Caldecott prijswinnaars. Er waren bijna tweemaal zoveel mannelijke hoofdfiguren als vrouwelijke hoofdrolspeelsters, en mannelijke figuren kwamen in de illustraties meer dan anderhalve keer zoveel (53% meer) voor als vrouwelijke. De meeste plots waren rond de mannelijke figuren gecentreerd en rond hun manier van leven.

## In de kunst
In 1985 begon een vrouwelijke groep artiesten, de Guerrilla Girls, en protestactie tegen de ondervertegenwoordiging van vrouwelijke kunstenaars. Volgens hen bleef het mannelijk gezichtspunt op kunst de beeldende kunsten domineren. In 1989 werd een poster op de bussen van New York getoond met als titel: "Moeten vrouwen naakt zijn om in het Met. Museum te mogen?" Daarop werd vermeld dat minder dan 5% van de artiesten in de afdeling Moderne kunst van het Metropolian Museum vrouwen waren, maar dat 85% van de tentoongestelde naakten vrouwelijk waren.
Meer dan twintig jaar later waren vrouwen nog steeds ondervertegenwoordigd in de kunstwereld. In 2007 gaf Jerry Saltz (journalist van de New York Times) het Museum of Modern Art kritiek vanwege zijn onderwaardering voor het werk van vrouwelijke auteurs. Van de 400 werken die daar tentoongesteld waren telde hij slechts 14 exemplaren die afkomstig waren van vrouwelijke artiesten (3,5%). Saltz ontdekte eveneens een significante ondervertegenwoordiging van vrouwelijke artiesten in de zes andere kunstinstituten die hij onderzocht.

## Androcentrisme in de wetenschap
In de wetenschapskritiek uit de tachtiger jaren kende het begrip androcentrisme een ruimere verspreiding. De wetenschapsbeoefening werd daarbij zelf aan een kritische analyse onderworpen. Daaruit bleek dat androcentrisme op dat gebied in vier opeenvolgende fasen voorkwam:
- Door de vrij late toegang tot de universiteiten en daardoor tot het wetenschap bedrijven als zodanig, was vrouwelijke deelname en inbreng bij het basisonderzoek marginaal.
- Het automatisch overheersend androcentrisme dat daar het gevolg van was, leidde tot selectieve eenzijdige besluitvorming inzake het toekennen van gelden voor verder onderzoek. Bijgevolg zou wetenschap niet universeel kunnen worden genoemd.
- Wetenschappelijke experimenten waren bijgevolg op eenzijdig gekozen factoren gebaseerd.
- Op grond van deze drie voorafgaande punten zou de objectiviteit en de rationaliteit van de wetenschap moeten in vraag worden gesteld. Want ook in de onderliggende principes van de wetenschappen zouden uitsluitend mannelijke zienswijzen en vooringenomenheid primeren.

Dit soort feministische wetenschapskritiek reikt veel verder dan de feministische wetenschap, die in de zestiger jaren haar oorsprong vond. Zij probeert immers niet om een nieuwe benadering voor de wetenschap op te stellen, maar bekritiseert de ontstane wetenschappen op het niveau van hun grondvesten zelf en verwerpt ze op die basis, omdat ze er niet in geslaagd is haar eigen aanspraak  op neutraliteit en universaliteit waar te maken.